# LINE (スキマスイッチの曲)
「LINE」（ライン）は、スキマスイッチの23枚目のシングル。

## 解説
- 22ndシングル「星のうつわ」から約11カ月ぶりのリリース。
- 初回生産限定盤・期間生産限定盤・通常盤の3種類同時発売。初回盤のCDはBlu-spec CD2仕様であるほか、透明ブックレットカバー仕様で、DVD付属。
- 期間生産限定盤は『NARUTO -ナルト-』描き下ろし紙ジャケット仕様。
- 対象店舗で購入すると「スキマスイッチ 手書きイラスト&サイン入り特製アナザージャケット」の「LINE」版が先着でプレゼントされた。花園ラグビー場で購入した場合に限り「ハナツ」版がプレゼントされた。
- ライブBlu-ray、DVD「スキマスイッチ TOUR 2015 “SUKIMASWITCH”-SPECIAL-THE MOVIE」と同時発売。

## 収録曲
- 全作詞・作曲：スキマスイッチ

### 初回生産限定盤・通常盤
1. LINE
  - テレビ東京系アニメ『NARUTO -ナルト- 疾風伝』オープニングテーマ
  - タイトルの「LINE」は歌詞の中に出てくる自転車の轍のことを表している。
  - 歌詞のテーマは「走ってる感」。内容は、常田が知り合いの実業家と交わした会話が基となっている[1]。
  - 常田曰く「スキマスイッチの楽曲の中で飛び抜けて前向きな曲」[1]。
  - 大橋は「（スキマスイッチの楽曲の中で）かなりロックな曲」と語っている[1]。
  - サビのフレーズをテレビ局のプロデューサーに絶賛されたことを明かしている[1]。
  - 8分の6拍子であるため、2人曰く「ライブで観客がノリにくい楽曲」[1]。
2. ハナツ
  - 「第95回全国高等学校ラグビーフットボール大会」大会テーマソング
  - 「第97回全国高等学校ラグビーフットボール大会」大会テーマソング
  - 「第98回全国高等学校ラグビーフットボール大会」大会テーマソング
  - 「第99回全国高校ラグビー大会」大会テーマソング
  - 「第100回全国高校ラグビー大会」大会テーマソング[2]
  - 24thシングル「全力少年 produced by 奥田民生」にリアレンジバージョンが収録されており、そちらが「第96回全国高等学校ラグビーフットボール大会」大会テーマソングに採用されている。
  - MVは、初めて全国高等学校ラグビーフットボール大会のテーマソングに使われた2015年から毎年MBSによって作成されており、MBS「全国高校ラグビー大会ハイライト」メインキャスターの大畑大介と小島瑠璃子が出演している。また、2019年版にはラグビーワールドカップ2019のラグビー日本代表メンバーの高校時代の映像が使用された。
3. スキマスイッチのミッドナイト・グッドモーニン!! -2-
  - ラジオ番組風のトーク・コンテンツ。「星のうつわ」弾き語りバージョンを収録。
4. LINE（backing track）
5. ハナツ（backing track）
  - カップリング曲のバッキング・トラックを初収録。

### 期間生産限定盤
1. LINE
2. ハナツ
3. スキマスイッチのミッドナイト・グッドモーニン!!-2-
4. LINE（anime ver.）
5. LINE（backing track）
6. ハナツ（backing track）

## 演奏
LINE
- 大橋卓弥：Vocal, Chorus, Acoustic Guitar
- 常田真太郎：Piano, Other Instruments
- 佐野康夫：Drums
- 西川進：Electric Guitar

ハナツ
- 大橋卓弥：Vocal, Chorus
- 常田真太郎：Piano, Other Instruments
- 吉田佳史 (TRICERATOPS)：Drums
- 三浦淳悟：Bass
- フジイケンジ：Electric Guitar
- 弦一徹ストリングス：Strings

## 初回特典DVD
- 「スキマスイッチのミッドナイト・グッドモーニン!! -2- THE MOVIE」

## 7inchアナログ盤
- 2015年にリリースした23rdシングル「LINE」のアナログ盤。
- 自身が立ち上げたアナログ専門レーベル「KU-KAN RECORDS」からの第三弾リリース作品[3]。
- 完全限定盤。
- 33回転仕様。
- 「奏（かなで） / 僕の話-プロトタイプ-」、「スカーレット / トラベラーズ・ハイ」との同時リリース。
- 2020年2月～9月にリリースされた全25タイトルの「特典引換券」を集めて送ることで7インチ収納BOXがプレゼントされる。

### 収録曲
全作詞・作曲：スキマスイッチ

#### SIDE A
1. LINE

#### SIDE B
1. ハナツ

## ライブ映像作品
| 曲名   | 発売年 | 作品名                                                                                       |
| ------ | ------ | -------------------------------------------------------------------------------------------- |
| LINE   | 2016年 | スキマスイッチ TOUR 2016 “POPMAN'S CARNIVAL” THE MOVIE                                       |
| LINE   | 2019年 | SUKIMASWITCH TOUR 2018 "ALGOrhythm" THE MOVIE                                                |
| LINE   | 2020年 | Sukimaswitch Official Fanclub DELUXE presents TOUR 2016“POPMAN’S CARNIVAL”Vol.0              |
| LINE   | 2020年 | Streaming LIVE "a la carte 2020" 〜実際にやってみた!〜 THE MOVIE                             |
| LINE   | 2023年 | DELUXE FAN CLUB EVENT TOUR V.I.P. Vol.4                                                      |
| LINE   | 2024年 | スキマスイッチ 20th Anniversary "POPMAN'S WORLD 2023 Premium" THE MOVIE 〜HOBO KANZENBAN〜』 |
| ハナツ | 2016年 | スキマスイッチ TOUR 2016 “POPMAN'S CARNIVAL” THE MOVIE                                       |
| ハナツ | 2017年 | SUKIMASWITCH TOUR 2017 “re:Action”THE MOVIE for DELUXE                                       |
| ハナツ | 2018年 | スキマスイッチ2017ライブセレクションfor DELUXE                                               |
| ハナツ | 2020年 | Sukimaswitch Official Fanclub DELUXE presents TOUR 2016“POPMAN’S CARNIVAL”Vol.0              |
| ハナツ | 2021年 | スキマスイッチ TOUR 2020-2021 Smoothie THE MOVIE                                             |

## 収録アルバム
| 曲名   | 発売年 | 作品名                                                        | 分類         |
| ------ | ------ | ------------------------------------------------------------- | ------------ |
| LINE   | 2016年 | スキマスイッチ TOUR 2016 “POPMAN'S CARNIVAL”                  | ライブ       |
| LINE   | 2018年 | 新空間アルゴリズム                                            | オリジナル   |
| LINE   | 2018年 | SUKIMASWITCH TOUR 2018 "ALGOrhythm"                           | ライブ       |
| LINE   | 2021年 | Weather Song of スキマスイッチ                                | プレイリスト |
| LINE   | 2021年 | SUKIMASWITCH Anime Songs                                      | プレイリスト |
| LINE   | 2023年 | POPMAN'S WORLD -Second-                                       | ベスト       |
| LINE   | 2024年 | スキマスイッチ 20th Anniversary "POPMAN'S WORLD 2023 Premium" | ライブ       |
| ハナツ | 2016年 | POPMAN'S ANOTHER WORLD                                        | ベスト       |
| ハナツ | 2016年 | スキマスイッチ TOUR 2016 “POPMAN'S CARNIVAL”                  | ライブ       |
| ハナツ | 2023年 | POPMAN'S WORLD -Second-                                       | ベスト       |